# Welcome to the Slow Rotten Pregnancy Putrefaction
Welcome to the Slow Rotten Pregnancy Putrefaction – pierwszy album kompilacyjny deathmetalowego zespołu Anal Vomit wydany w 2010 roku przez wytwórnię A Sangre Fría Records.

## Lista utworów
1. „Hemorroids” – 2:55
2. „Cangrenal Atrophy” – 2:36
3. „Hemangioblastomatosis Cerebral” – 2:40
4. „F.I.R. (Fetus Inmundus Repulsion) / Perpetual Agony” – 5:35
5. „Anal Vomit” – 0:38
6. „Intro” – 0:34
7. „Leprosy Bitch” – 2:19
8. „Embrional Deformity” – 3:19
9. „Viscocity / Senil Masturbation” – 6:26
10. „Intro” – 1:06
11. „Apprehention Terror” – 3:17
12. „Amancefalia” – 3:54
13. „Extreme Shitness of the World” – 1:32
14. „Intro” – 0:39
15. „Aborting Engenders” – 2:01
16. „Sexual Laceration” – 1:58
17. „Ripping Corpses” – 2:50
18. „Intro” – 0:26
19. „Tumoral Ovaric Infection” – 2:33
20. „Putrid Ejaculation” – 2:49
21. „Suburetral Diverticle” – 3:28
22. „Intro” – 0:24
23. „A New Corporal Piece” – 4:10
24. „Vaginal Defecation” – 1:31
25. „Severe Canker of Chest” – 4:38
26. „Aperture in Gore” – 4:34
27. „Aborting Engenders (live)” – 2:16
28. „Sexual Laceration (live)” – 2:41
29. „Ripping Corpses (live)” – 3:01
30. „Tumoral Ovaric Infection (live)” – 3:00